# Capasa poliostola
Capasa poliostola är en fjärilsart som beskrevs av Fletcher 1958. Capasa poliostola ingår i släktet Capasa och familjen mätare. Inga underarter finns listade i Catalogue of Life.